# Josef Leichtfried
Josef Leichtfried (* 11. Jänner 1926 in Wolfpassing; † 18. Oktober 2018 in Waidhofen an der Thaya) war ein österreichischer Politiker (SPÖ). Er war von 1967 bis 1969 Mitglied des Bundesrates und von 1969 bis 1980 Abgeordneter zum Landtag von Niederösterreich.

## Ausbildung und Beruf
Leichtfried besuchte von 1932 bis 1940 die Volks- und Hauptschule Steinakirchen am Forst und wechselte danach von 1941 bis 1942 an die kaufmännische Berufsschule in Pöchlarn, wobei er zwischen 1941 und 1943 eine Lehre bei der Bezirkshauptmannschaft Scheibbs absolvierte. Nach der Verwaltungsschule in Amstetten zwischen 1942 und 1943 wurde er zum Reichsarbeitsdienst eingezogen und diente in der Folge zwei Jahre lang beim Militär. 
Nach seiner Rückkehr aus dem Zweiten Weltkrieg arbeitete Leichtfried zwischen 1945 und 1947 als Gemeindebediensteter bei Polizei und Verwaltung und wurde 1947 Büroangestellter der Arbeiterkammer Wien. Er wechselte 1949 als Büroangestellter zur Arbeiterkammer Niederösterreich und besuchte gleichzeitig zwischen 1948 und 1949 die Gewerkschaftsschule. Danach stieg Leichtfried 1949 zum Amtsstellenleiter der Arbeiterkammer Niederösterreich auf, eine Position, die er bis 1987 innehatte. Zudem war er von 1982 bis 1990 Beauftragter der Bundesregierung für das Waldviertel.

## Politik
Leichtfried begann seine politische Karriere 1955 als Mitglied des Gemeinderates der Stadt Groß-Siegharts. 1960 wurde Leichtfried zum Stadtrat in Waidhofen an der Thaya gewählt. Er fungierte zudem von 1965 bis 1975 als Vizebürgermeister und hatte sein Amt als Stadtrat bis 1985 inne. Zwischen dem 15. Juni 1967 und dem 19. Oktober 1969 vertrat er die SPÖ Niederösterreich im Bundesrat, danach wechselte er am 20. November 1969 in den Niederösterreichischen Landtag. Dort hatte er von 1979 bis 1980 auch das Amt des Klubobmanns des SPÖ Landtagsklubs inne. Innerparteilich war Leichtfried zwischen 1963 und 1988 als Bezirksparteivorsitzender der SPÖ Waidhofen an der Thaya engagiert, zudem war er von 1979 bis 1982 Mitglied des SPÖ-Bundesparteivorstandes, ab 1956 Bezirksvorsitzender des Pensionistenverbandes (PVÖ) von Waidhofen an der Thaya sowie ab 1958 Mitglied des Bundesvorstandes und des Präsidiums des PVÖ und ab 1982 Vorsitzender der Kontrollkommission des PVÖ. Leichtfried schied am 3. Oktober 1980 aus dem Landtag aus. 

## Auszeichnungen
- Großes Silbernes Ehrenzeichen für Verdienste um die Republik Österreich